# 吉志部神社
吉志部神社（きしべじんじゃ）は、大阪府吹田市岸部北にある神社。旧社格は村社。千里丘陵の南西部に位置する紫金山公園として整備された紫金山エリアの一角に鎮座する。

## 祭神
主祭神 - 中央座：天照皇大神、豊受大神 。左座：八幡大神、素盞嗚大神、稲荷大神。右座：春日大神、住吉大神、蛭子大神。

## 歴史
創建時のことは古すぎてほとんどわかっていないが、おそらく平安時代には既にあったと思われる。当地の周辺は吉志部の里と呼ばれ、古来から人の居住した地域であり、奈良時代に遡る瓦や須恵器を焼いた窯跡の遺跡・吉志部瓦窯跡（国指定史跡）がみられる。
社伝では、崇神天皇の時代に大和国の瑞籬（しきみずがき）より奉遷して祀ったのが当社の始まりであるという。当初は大神宮と呼ばれていた。こうして当社は朝鮮半島・新羅からの渡来人といわれる安部難波吉志一族によって代々にわたって守護神として崇敬されたという。
応仁の乱でことごとく焼失したが、本殿の焼け跡には奇跡的に神鏡のみが残されていたという。村人たちによってその神鏡は再び奉祀され、文明元（1469年）に本殿が再建された。天文3年（1534年）には中興されている。
江戸時代になると、祭神は天照皇大神を主神とした七柱となり、当社は七社明神と呼ばれるようになった。その後、慶長15年（1610年）8月28日に吉志一族の末裔であり、三好長慶の孫であるという吉志部弥一衛門尉家次とその弟・吉志部次郎右衛門尉一和の兄弟によって勧進され、味舌（現・大阪府摂津市）の大工によって本殿が再建されている。その際、社殿を再建しようと勧進を行っていた一和の熱意は将軍徳川秀忠にも聞こえ、いたく感動した秀忠は京都・方広寺の工事の余材をもって社殿を造営する許可を与えるとともに、その労をねぎらっている。
正徳3年（1713年）に拝殿と幣殿を再建し、正遷宮を行った際に新たに豊受大神を加座し、八社明神や鎮守八社と呼ばれるようになった。天保4年（1833年）には本殿に覆屋が建てられ、幕末には拝殿が建て替えられている。
1870年（明治3年）に神仏分離が行われた際に吉志部神社と名称を改めている。その後、村社に列せられた。
大正時代には拝殿は神門に転用され、新たに建てられた拝殿と幣殿は本殿覆屋と一体化させられた。
慶長15年（1610年）に建立された本殿は「七間社流造」という珍しい形式で、吹田市内では最古の木造建築物として1993年（平成5年）8月17日に重要文化財の指定を受けた。ただし全体が覆屋に覆われており、通常は見ることができない状態だった。
しかし、2008年（平成20年）5月23日午前4時15分頃に発生した放火と見られる火災により、本殿は焼失した。この結果、同年9月8日に重要文化財の指定が解除された。犯人はいまだ検挙されていない。
2008年（平成20年）5月25日に神社責任役人と氏子総代により、火災現場調査後に焼失した本殿跡のすぐ前方に仮殿を早急に建設し、その後文化庁の指示を得ながら焼失前と同様の七間社の社殿を覆屋も含めて再建することが決議された。仮本殿は同年7月に着工し、9月に完成した。引き続き本殿・拝殿の再建は翌々年の2010年（平成22年）1月に大谷大学客員教授櫻井敏雄の監修のもと、金剛組の施工により着工し、2011年（平成23年）5月22日に新しい本殿・拝殿が完成した。
当社の背後にある紫金山一帯は紫金山公園として整備されており、園内には吉志部古墳、吉志部瓦窯跡、吹田市立博物館がある。

### 釈迦ヶ池遊猟事件
当社の裏にある釈迦ヶ池はカモの猟場であったが、網を使った猟のみが許され、銃の使用は禁止されていた。1880年（明治13年）来日中だったプロイセン王国（ドイツ帝国）のハインリヒ王子（皇子）がお忍びでこの地にカモ猟に来て、この掟を知らずカモを銃で撃ったため、附近の住民に殴られる事件が起きた。
この問題は日本とドイツの外交問題に発展する。ヨーロッパの強国であったドイツに対し、明治維新から間もなくいまだ国力も未熟な当時の日本政府は低姿勢に徹し、事件を処理した警察官8名を免職、さらに事件関係者に謝罪させることで解決を図った。ドイツ側への謝罪式は当社の境内で行われ、関係者一同を連れ礼服に身を固めた吹田村の村長が、王子の前で謝罪文を読み上げるというものであった。参道には見物人が人だかりを作ったという。さらに政府は、事件処理の詳細が洩れて世論から軟弱外交の非難を受けるのを恐れ、報道統制で事件を隠蔽した。この件を記事にしようとしたある新聞記者は逮捕され、禁固刑にされた。約10年後の大津事件の前例ともいえる、明治前期の日本外交史の一幕であった。

## 考証
社伝にみえる「崇神天皇の御代に大和の瑞籬（笠縫邑志貴御県坐神社付近（現・奈良県桜井市金屋））より」は、崇神天皇の皇女豊鍬入姫命が大和の瑞籬で奉祀した時期と符合する。しかし、吉志部神社への遷宮についての詳細な記録は記紀などの所伝には見えない。そもそも遷宮自体の詳細な記録がないため、真偽のほどは不明である。仮に吉志部神社に遷宮があった場合、笠縫邑の志貴御県坐神社付近から笠山荒神宮（現・奈良県桜井市笠）に遷宮するまでの間であろう。吉志部神社の古名である「太神宮社」は倭姫命が奉祀した近江国の大神宮社（現・滋賀県甲賀市土山町鮎河周辺）と同じであることから崇神天皇の御代には「太神官社」（現・吉志部神社）が存在していた可能性がある。

### 創建当初の神は天照大神のみ
社伝によると「創建当時は豊受大神を除く七柱をお祀りし、七社明神と呼ばれていたのですが、正徳3年（1713年）の正遷宮の際に豊受大神を加座した」とある。しかしながら八幡大神（応神天皇）は崇神天皇の5代後の子孫にあたり、創建時には存在しない。住吉大神は応神天皇の母・神功皇后との繋がりが深く住吉大神を祀る住吉大社（現・大阪府大阪市住吉区）が神功皇后の御代に創建されている。このことから住吉大神は、八幡大神と共に後世に合祀したものであろう。素盞嗚大神は嵯峨天皇が大同5年（810年）1月に「素戔嗚尊は即ち皇国の本主なり、故に日本の総社と崇め給いしなり」として「日本総社」の号を奉られて以降、全国で奉祀されるようになった。蛭子大神の信奉は平安時代末期に流行し、全国のえびす神社の総本山である西宮神社（現・兵庫県西宮市）もこの頃に創建されている。稲荷大神は秦氏の信奉する神であり、秦氏は応神天皇の御代に渡来し帰化した。その秦氏が和銅年間（708年 - 715年）に創建した伏見稲荷大社は全国の稲荷神社の総本山である。春日大神は藤原氏の氏神であり、藤原氏は大化の改新以降に栄えた。平安時代初期、藤原氏は淀川北岸一帯を自家の荘園としたため、この地域に古くからあった多くの神社は藤原氏の氏神が合祀された。この結果、現在では淀川北岸のほとんどの神社が春日神を祀っている。吹田地域は元々物部氏の一族である吹田氏が開墾、所有しており、吉志部神社の春日神もこの一帯が藤原氏の荘園下となった時に合祀したものであろう。以上創建当時より奉祀していたとする七柱（七社明神）のうち、天照大神を除く六柱はすべて後世の神であることから、吉志部神社の創建当初の祭神は天照大神のみである。

## 境内
- 本殿 - 2011年（平成23年）3月に大谷大学客員教授櫻井敏雄の監修のもと、金剛組の施工により再建。本殿覆屋によって覆われている。
- 拝殿 - 本殿と併せて同時期に再建。
- 社務所
- 神門 - 近年再建された。

### 摂末社
- 大川神社
- 御霊社
- 愛宕之宮・大国主之神・事比羅神・天水分神

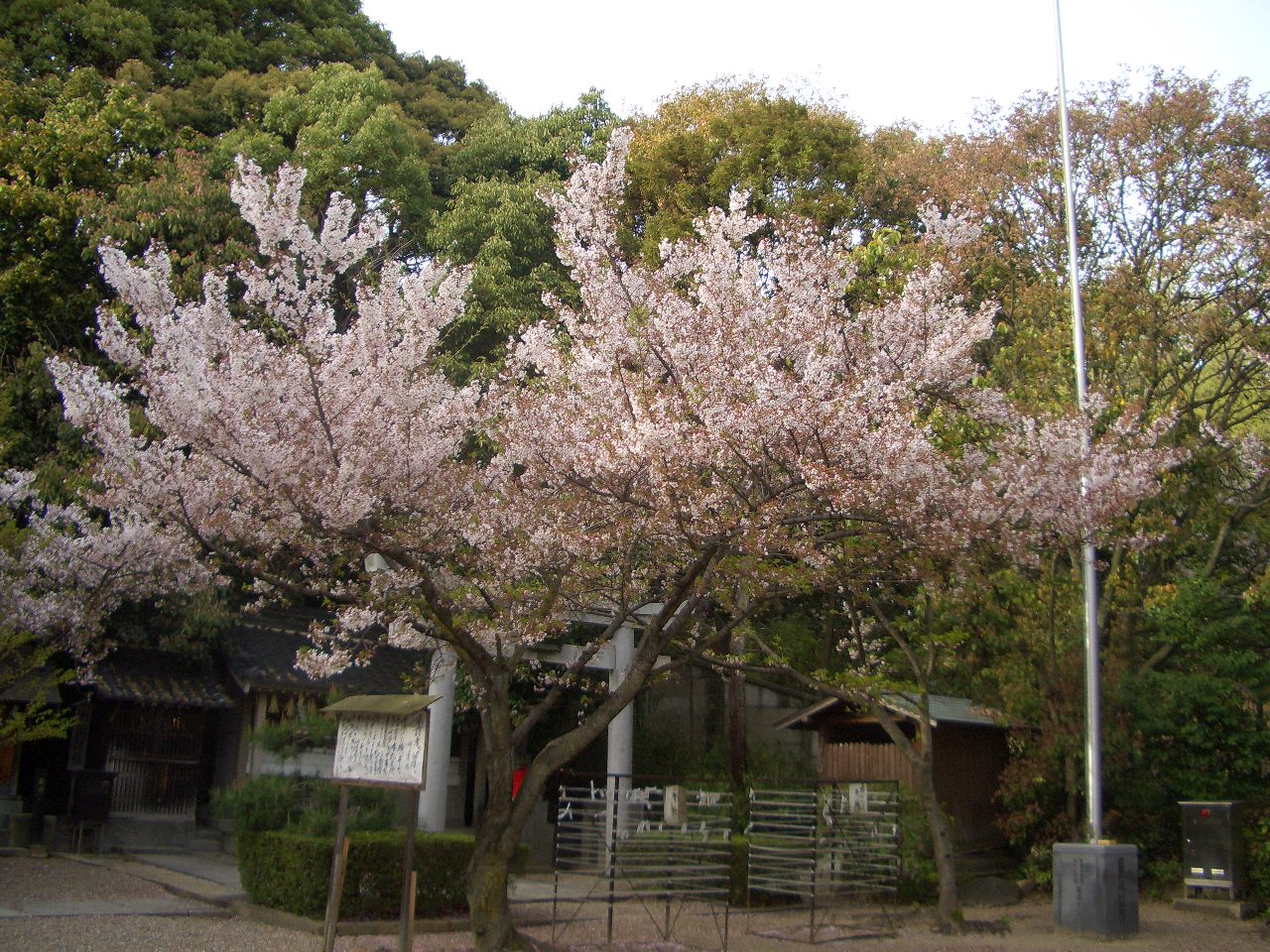
境内の桜
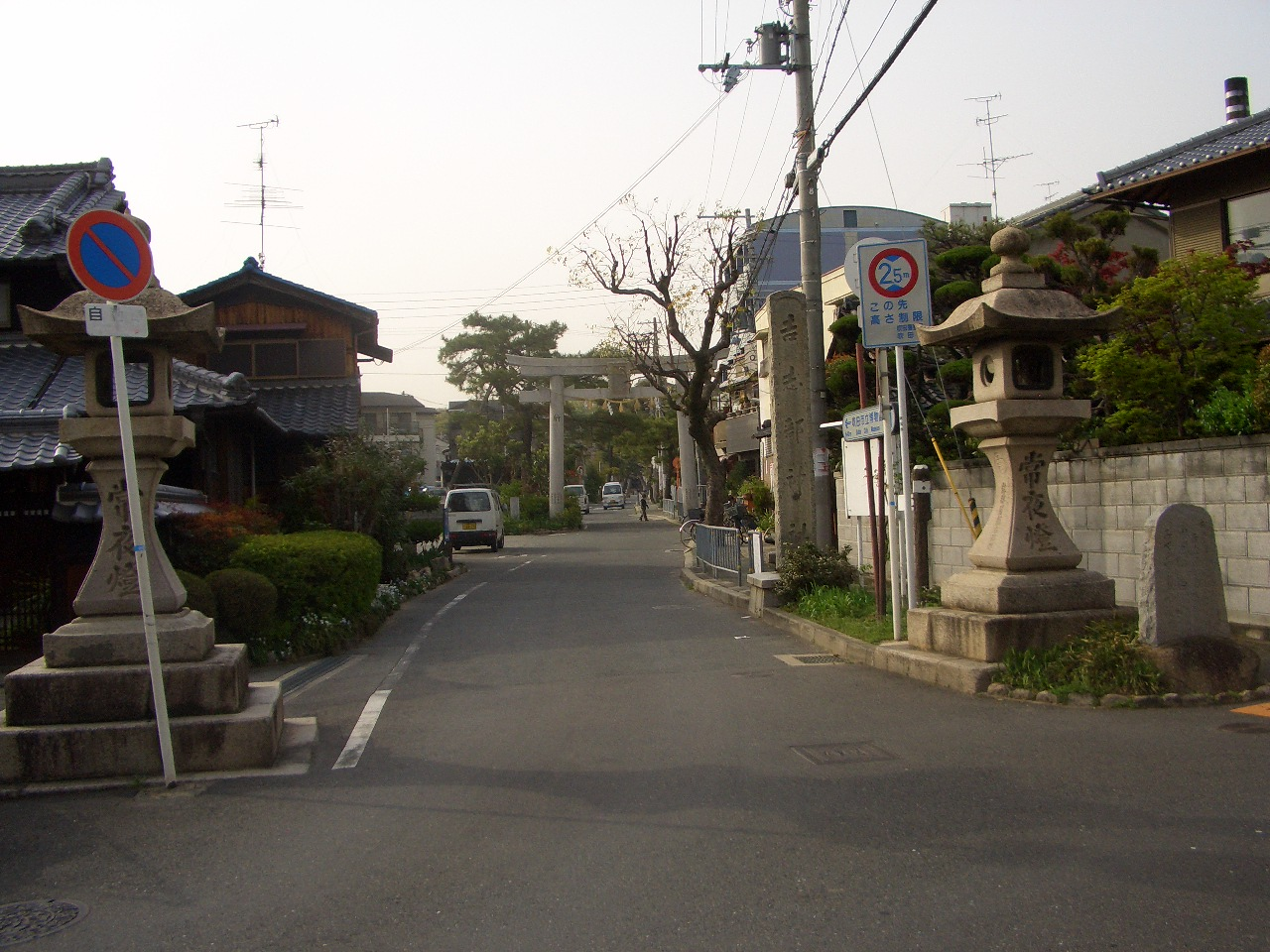
参道
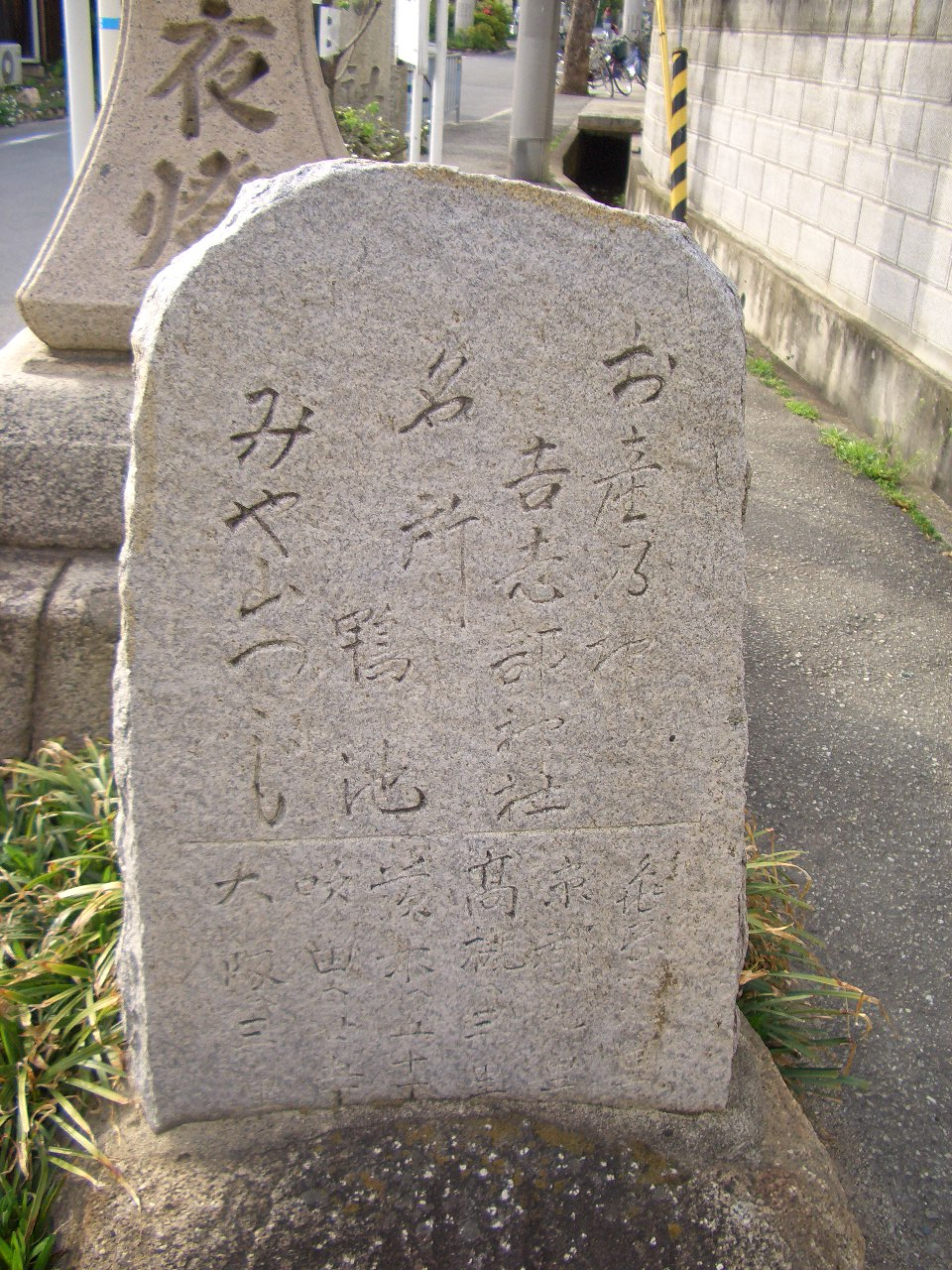
吉志部神社道標。 かなり薄くなっているが「お産乃 吉志部神社 名所 鴨池 みや山つ〃じ（ツツジ）」と読める。
吉志部神社由緒

## 文化財

### 国指定史跡
- 吉志部瓦窯跡 - 所有者は吉志部神社と吹田市。

### 吹田市指定無形民俗文化財
- 吉志部神社のどんじ - 特殊神事。指定は吉志部神社どんじ保存会。

## 祭事
吉志部神社では、年2回（春と秋）例大祭が催され、鳥居附近には露店が出る。また菊花献上祭が例年10月に催され、境内には地元の菊愛好会が育てた菊が並ぶ。

## 交通
- JR東海道本線 岸辺駅より徒歩約20分
- 阪急バス「紫金山公園前」から100m以内